# Ljaramani
Ljaramani - tudi laramani (albansko laramanë) - predstavljajo zgodovinsko versko skupnost, po narodnosti Albance, ki so v Osmanskem obdobju pripadali dvema ali več veram hkrati: eni doma, drugi v javnosti. Njihovo področje obsega zlasti južni del današnjega Kosovega. 
Središče je bilo v župniji Letnici, v kraju Stubla (občina Vitina). 

## Izvor
Dvoverska krščansko-muslimanska skupnost pod imenom laramani je nastala iz katoliških albanskih priseljencev, ki so se iz severnih predelov severno-albanskega višavja Malezije preseljevali v kosovske nižine v začetku 18. stoletja. Zaradi nekaterih prednosti – da bi sebi in svoji družini zagotovili boljši gospodarsko-družbeno-političen položaj v primeri z izpričanimi katoličani, so prestopali v muslimanstvo. Albanski katoliški duhovniki in cerkveni zgodovinarji se strinjajo v mnenju, da so bili tisti muslimani le po imenu, in da so se oprijeli islama zgolj zato, da bi se izognili pritiskom ter da jim ne bi bilo treba plačevati visokih davkov, ki so prizadevali kristjane-katoličane (jizya, itd.).

### Ime
Pojem ljaraman oziroma laraman izhaja iz albanskega pridevnika i larmë, kar pomeni "pisan, pegast, dvoličen", in v prenesenem pomenu "dvoverski" (l'arë),. Ljaramani so se ravnali torej po obojnih prisotnih verah: krščanstvu (na skrivaj) in muslimanstvu (javno). 
Laramanet pomeni: pegasti, laramanit pa pomeni raznolikost.
Ljaramani so torej kripto-kristjani , ki so za časa turške vlade javno prakticirali islamske verske predpise, a po prepričanju in s tajnimi krščanskimi obredi v družini so bili še naprej katoličani. 
Ljaramane ali pisane kristjane bi lahko jedrnato označili takole: 
| Srbski izvirnik                                           | Slovenski prevod                                                  |
| --------------------------------------------------------- | ----------------------------------------------------------------- |
| Petkom muslimani, nedeljom katolici, za slavu pravoslavci | Ob petkih muslimani, ob nedeljah katoličani, za slavo pravoslavci |

## Zgodovina

### Pritiski nakristjane
Med preganjanjem kristjanov skozi zgodovino so obstajali junaki-mučenci, ki so za svoje prepričanje prenesli mučenja in dali življenje; več pa je bilo takih, ki so se iz strahu pred mučenjem in smrtjo odpovedali katoliški veri in Cerkvi. Kadar je preganjanje kmalu ponehalo, so ti odpadniki zaprosili za ponoven sprejem – v starih časih prek hude pokore. Če pa je preganjanje dolgo trajalo, je tam krščanstvo izginilo, ali se je ohranjalo na skrivaj, doma. Taki so bili kosovski ljaramani: v javnosti so se kazali kot muslimani ali pravoslavci, a doma kot katoličani. 
Muslimanski pritisk pa je trajal na osvojenih ozemljih skozi stoletja in je katoliške škofe in pravoslavne vladike pregnal iz njihovih središč, prebivalstvo pa je bilo podvrženo nasilnemu spreobračanju. Ko so tako Turki 1671 skopsko katoliško stolnico Svete Venerande - danes sveto Venerando navadno ljudstvo imenuje Sveto Petkoe - spremenili v mošejo, so se skopski nadškofje morali umakniti iz središča v odročno Janjevo ter je tamkajšnja velika cerkev sv. Miklavža rabila kot stolna cerkev. 
Že stoletje poprej je bil iz istega razloga omajan poseben položaj Barske nadškofije s turškim osvajanjem Zete in padcem Bara pod osmansko oblast 1571. Tedaj ne le, da je Barska Cerkev izgubila prejšnje predpravice, ampak je precejšnje število prebivalcev katoliške cerkvene občine sprejelo islam ali pravoslavje, a dober del katoliških vernikov se je odločil zapustiti rodni kraj; obstajala je celo nevarnost, da bi nadškofijsko katedro prestavili v Skader 
Lahko rečemo, da je Turčija od začetka bolj trpela pravoslavje nego katoličanstvo na črnogorskem prostoru; če izvzamemo Prečisto Krajinsko, so ostali nedotaknjeni vsi pravoslavni manastirji, medtem ko so bili vsi katoliški samostani ali porušeni ali zaseženi. 
Kako vendarle razložiti, da so v tem obdobju namesto katolištva izbirali islam ali pravoslavje - ki je tudi krščanstvo - tako v Črni gori kot tudi na Kosovu? Ko je bila 1452 pod cesarjevim varstvom v Carigradu razglašena edinost, se je fanatično ljudstvo ogibalo Sofijine cerkve, v kateri je bila unija razglašena; vse je vpilo, da je boljše turško gospostvo kakor papeški in latinski jarem. Ta izzivalna želja se jim je žal kmalu spolnila, ko je 1453 padel Carigrad pod muslimane z dnevi trajajočimi pogromi nad kristjani, cerkvami in samostani. Turška vlada pa je kmalu spoznala, da so grški patriarhi dobri zavezniki njenega despotizma; zato je rada podpirala razkolnike nasproti katoličanom. S pomočjo turške vlade se je vzdrževala grška cerkev v turškem cesarstvu; s turško pomočjo se je borila proti katoličanom in izpodrivala domače duhovstvo pri Srbih in Bolgarih.  

### Dvoverstvo drugod
Primer Letnice ali pravzaprav celotnega Kosovega ni osamljen. Podoben pojav je v raznih oblikah opaziti v vseh muslimanskih deželah, kjer muslimanska večina izvaja večji ali manjši pritisk na krščansko ali kako drugo versko ali narodnostno manjšino - in jim vse do danes krati njihove osnovne pravice. Tako na primer v Libanonu kristjani nosijo še danes muslimanska imena in se v javnosti oblačijo kot muslimani, čeprav so kristjani. 
Dvoverstvo je povezane s surovim preganjanjem, ki ga je izvajalo muslimanstvo nad kristjani in drugimi verami v zasedenih območjih skozi stoletja in ga nahajamo ne le na Kosovu, ampak po celem Balkanu in tudi drugod.
V 10. stoletju so bila naselja v severnem Iraku muslimanska le po imenu, a krščanska po značaju. Perzija je še tri stoletja po arabskih osvajanjih zadržala privrženost zaratustrstvu. V Afriki so domačini v zahodnem Sudanu zadržali svoja animistična verovanja in izvrševali še naprej svoje kultne obrede. 
Verska kolebanja so značilna tudi za prebivalstvo Male Azije. Le v Španiji (al-Andalus) so sprejeli islam brez pridržkov, a se je po rekonkvisti (1492) pojavil kriptoislam. 

### Dvoverje na Balkanu

#### MedSrbi
Najstarejše poročilo o dvovercih poroča, da je neki srbski vojak 1551 zaupal francoskemu poslaniku na sultanovem dvoru v Jedrenu, da je  kristjan, a da „se samo pretvarja, kadar živi s Turki po njihovem zakonu“.

#### MedAlbanci
Na ozemlju današnje Albanije je bilo skrivno krščanstvo zelo razširjeno; od tod albanska oznaka za dvoverstvo – „laramane“, kar pomeni pisani, raznobarvni (italijansko: di vari colori = različnih barv) 

#### Po drugihbalkanskihdeželah
Grki so ga nazivali dipistia, patsali; tam so ga prakticirali stavrioti v Pontu in Trapezuntu. Znano je bilo tudi v slovanski Makedoniji, na že omenjenem Kosovu, v južni Srbiji, Črni gori (poturice),  Bosni in Hercegovini ter Bolgariji, kakor tudi v samem Carigradu.  na Cipru; pa tudi valahadi v grški Makedoniji, ki se pa niso skrivali. Polukristjane so poimenovali tudi Pomake v Bolgariji. 

#### V poročilihRimski kuriji
Nadškofa Bizzi in Zmajević
Barski nadškof Bizzi  je 1610 obiskal rimskokatoliške vernike na področju svoje nadškofije od Bara do Morave. O tem je sestavil za Rimsko kurijo obširno poročilo, , pomembno za preučevanje zgodovine teh krajev pod turško oblastjo.  v katerem toži, da zaradi hudega nasilja veliko njegovih katoličanov prehaja v islam. 
Njegov naslednik Zmajević  poroča, da je iz istega razloga 200 katoličanov prestopilo v muslimanstvo. 

##### Vizitator Nikolović
1743. vizitator Ivan Nikolović (=Gjon Nikollë) poroča papežu Benediktu XIV., da v Srbiji obstajata dve vrsti katoličanov: tisti, ki javno priznavajo svojo vero ter prenašajo vse tegobe in bremena, in tisti, ki to delajo na skrivaj doma, a se javno kažejo kot muslimani, ter jih je na tisoče v Srbiji in Arbaniji, medtem ko se žene ne prikrivajo.  

##### Obsodba kriptokrščanstva
Na širjenje dvoverstva so se odklonilno odzivali voditelji obeh ver. 
Prva albanska sinoda
1703 je Klemen XI. - prvi in edin papež arbereškega oziroma albanskega porekla - sklical zbor katoliških škofov v severni Albaniji, na kateri so razpravljali o izvajanju odlokov Tridentskega koncila znotraj albanskih škofij, napredujoči nasilni islamizaciji Albanije, ko je bila plima prehodov v islam; nadalje so odrekli občestvo z vesoljno Cerkvijo skritim katoličanom, tako imenovanim ljaramanom  
Prvi albanski koncil
Papež Benedikt XIV. je dvoverstvo na Prvem albanskem koncilu 1744 zopet javno obsodil. Tudi za osmansko oblast – kakor pričujejo številne fatve – so bili dvoverci nedosledni neverniki - nevarnejši od pravih nevernikov, ki so bili podvrženi surovim kaznim. 
Škofijske sinode in rimske kongregacije so izdale zoper ljaramanstvo več odlokov; vendar so duhovniki na terenu smatrali, da v teh težavnih razmerah ne smejo popolnoma prekiniti zvez z njimi, in so jim po možnosti tajno oskrbovali z verskimi uslugami – ter zanje vodili posebne matične knjige. 
Pretresljiva izkušnja
Med svojo kanonično vizitacijo 1760 je skopski nadškof Matija Mazarek odkril, da živi v Peći veliko tajnih katoličanov. V cerkvi je k njemu pristopil po maši mlad Albanec, po videzu musliman, in ga prosil za birmo. Držeč se navodila papeža Benedikta XIV. mu je škof to odrekel; deček je na to le bridko zajokal in se brez besed oddaljil. Pozneje je nadškof uvidel, da tako postopanje škoduje katoliški veri, saj tako osramočeni in odvrnjeni od sodelovanja pri krščanskih skrivnostih laramani pogosto postajajo zagrizeni muslimani, surovejši od Turkov v odnosu do kristjanov. 

##### Bektaši
Te nepriznane verske skupine niso sestavljali le prikriti kristjani, ampak se je verski sinkretizem bohotil tudi znotraj samega islama; na Balkanu je bil najvplivnejši derviški red bektašev, prisoten povsod tam, kjer ob bili dvoverci najštevilnejši. Versko bratstvo bektašev je nastalo v 13. stoletju v Anatoliji kot ena od različic sufizma, mističnega islamskega videnja. Bektaši so zedinjali številne verske vplive: od šiitske veje islama, prek turškega šamanizma, do krščanskih obredov. To versko gibanje se je širilo po Balkanu predvsem prek turških vojakov janičarjev; bektaši so imeli največji vpliv med Albanci v Albaniji, Makedoniji in na Kosovu. 

##### Slovenski dušni pastirji med mešanoverci
Albanci so bili pred prihodom Turkov v Evropo katoliške vere; nekateri so pod pritiskom turškega zuluma (=nasilje, sila, prisila) sicer ostali katoličani, a so na zunaj sprejeli mohamedansko vero. To so tkzv. laramani – mešanoverci. Še danes (1940) jih je 10.000, ki pa so že skoro čisto pozabili na vero svojih dedov in pradedov. Škof Gnidovec  je vse žrtvoval, da bi jih zopet privedel v Cerkev in je med njimi sezidal dve cerkvi. Za to misijonsko delo pa ni duhovnikov - premalo se moli in žrtvuje.

##### Zanemarjeni vStari Jugoslaviji
Po nastanku Stare Jugoslavije so se tam delujoči duhovniki večinoma posvetili številnim katoličanom, ki so iz različnih razlogov prihajali na Jug – med njimi tudi mnogim Slovencem – zanemarjali pa so skrite katoličane – laramane. Tako 1940 tarna dolgoletni dušni pastir v diaspori Kordin: »Laramansko vprašanje je s katoliškega gledišča veliko versko vprašanje zlasti, ker se že 20 let ne krščujejo laramanski otroci in duhovniki ne hodijo med nje, da bi jih poučevali v veri, kakor je to bilo v turški dobi. Pokojni škof Gnidovec je mnogo molil in delal za spreobrnjenje laramanov.«  Vsak laraman ima dve imeni: katoliško, npr. Ivan – Gjon, in muslimansko, npr. Šaban. 

### Povezanost s staro vero
Fatva iz 1568 se nanaša na današnjo zahodno Makedonijo in predvideva hudo kazen za tiste, ki so samo zunanje sprejeli islam, a se še naprej držijo krščanstva: pred turškimi oblastmi so se kazali kot muslimani, a so še naprej hodili v cerkev, krščevali otroke in se poročali v cerkvi. Imeli so tudi dvoje imen: eno krščansko - v družinskem krogu, drugo muslimansko - v javnosti, kot - Ferhat – Đon, Mustafa – Nikola, Hasan – Bogdan.
Proces islamizacije domačega prebivalstva na balkanskih in drugih prostorih Osmanskega cesarstva je prehajal skozi več stopenj, v katerih so si novi muslimani prizadevali ohranjevati zveze s staro vero; nekateri temu pravijo kripto-krščanstvo (=skrito krščanstvo), drugi „nedokončana islamizacija“, tretji pa govorijo o pomešani veri. 
Uporabljajo tudi naziv oblike verskega sinkretizma, ko so tajno izvrševali krščanske predpise, javno pa čuvali stare praznike in običaje. Nekateri jih imenujejo Alahove kristjane (Les Chretiens d Allah). Mnogi dvoverci so končno dočakali konec Osmanskega imperija, da bi se tedaj svobodno vrnili k stari veri; nekateri so ostajali v novi, drugi pa v obema.

## Vračanje
Albanci, ki so se doselili iz Malezije   v področje Skopske Črne gore na ozemlje letniške fare, so bili sicer laramani, vendar so bili – čeprav tajno – dobro povezani z letniškim župnikom, ki jim je krščeval otroke in jih poročal, medtem ko jih je hodža pokopaval. Po domovih so redno molili rožni venec in ponavljali v pesmi in molitvi katekizem. Vsaka družina je imela skrit križ in kako sveto podobo, kar so izpostavili ob praznikih in družinskih “slavah”. 
Prizadevanja, da bi se ta skupnost vrnila nazaj v katolištvo, so se začela 1837, ko je sultan pod pritiskom evropskih velesil načelno razglasil versko svobodo.
Skrivnim katoličanom v Prizrenu, Peći in Đakovici je otomanski veliki vezir 1845 priznal pravico do javnega izpovedovanja krščanske vere. 
To pa ni šlo povsod tako gladko. Tako prijavljene letniške katoličane in njihovo zahtevo po svobodnem izpovedovanju svoje vere so domači krajevni osmanski oblastniki nasilno zatrli. Upravnik je vrgel dozdajšnje laramane v ječo. 
Zapletlo pa se je torej, ko so tudi ljaramani iz Letnice zahtevali od pokrajinskega upravnika in sodnika v Gnjilanih priznanje svojega katolištva. On jim je to odrekel, jih poskušal pregovoriti na islam; ko pa z obljubami in grožnjami ni dosegel ničesar, jih je dal najprej mučiti in zapreti, nato pa s staro ladjo odpeljati v Anadolijo,. Na dolgem potovanju, ki so ga morali opraviti ne le poglavarji družin, ampak tudi žene, otroci in starčki – torej cele družine – jih je veliko zbolelo in umrlo, zlasti v nezdravih močvirjih Anadoliji. Manjšina se je le vrnila nazaj v rodno Stublo šele novembra 1848 po diplomatskem posredovanju evropskih velesil, zlasti Francije. Seda so lahko svobodno prakticirali svojo vero.. 
1856 so Tanzimatove reforme poboljšale razmere, pa ni bilo več slišati o novih resnejših zlorabah. Obsežno spreobrnjenje ljaramanov, skoraj izključno novorojencev, je prišlo do izraza med 1872 in 1924.
V poznem osmanskem obdobju so živeli kripto-kristjani - katoličani v kraju İpek (danes Peć).

### Je bil Rugovakatoličan?
Po razširjenem mnenju je bil laraman tudi Rugova. Leta in leta so ljudje govorili, da je bil njegov sen množična spreobrnitev kosovskih Albancev na katolištvo. 
Poslednja želja tedaj za plučnim rakom hudo bolnega Ibrahima Rugova je bila, da bo pokopan kot katoličan. To je spodbudilo albanska družbena občila, da so odprli vprašanje njegove verske pripadnosti. Nihče od pristojnih ni potrdil, da Rugova ni katolik; tudi nikoli ni nihče zavrnil zgodbe, da je že 1994 sprejl katoličanstvo v Vatikanu, in sicer od pokojnega papeža Janeza Pavla II. Rugovova družina pa je muslimanske veroizpovedi. Rugova nikoli ni bil v mošeji, a največji muslimanski praznik Bajram bi čestital vernikom s Kosovega šele, ko je to storil ameriški veleposlanik. Njegov primer je značilen za zgodovinske ljaramane: doma, na skrivnem, se poslužujejo katoliških uslug, v javnosti pa se izdajajo za muslimane - tudi pokapa jih muslimanski hodža.
Na pogrebu je pokop Ibrahima Rugova potekel brez verskih obredov. Organizatorji so kot razlog navedli nacionalni in državni značaj ceremonije; mnogi pa so bili prepričani, da je pravi razlog Rugovov prestop v katoličanstvo – o čemer so skoraj deset let krožile govorice, ki jih nihče ni demantiral. 